# Què deu ser?
Què deu ser? (títol original en francès, C'est quoi l'idée ?) és una sèrie de televisió d'animació francesa de 52 episodis d'aproximadament 5 minuts basada en l'obra original Le livre des grands contraires philosophiques publicada per Éditions Nathan. Es va emetre a partir del 23 de març de 2013 a France 5 dins de l'espai Zouzous i a la BBC dins de la marxa CBeebies. S'ha doblat al català per al canal SX3.

## Sinopsi
L'Hug, la Lily i en Fèlix són tres personatges molt curiosos. Junts, els agrada discutir sobre grans qüestions filosòfiques. Mentre parlen, aconsegueixen formar-se una opinió. Tots ells ajuden l'heroi en un espai atemporal a través del qual les escenes i els llocs varien segons les seves preguntes i pensaments.

## Veus originals
- Diego Debry
- Clarisse de Vinck
- Patrice Baudrier
- Émilie Guillaume
- Guylaine Gibert